# Nayantara Sahgal

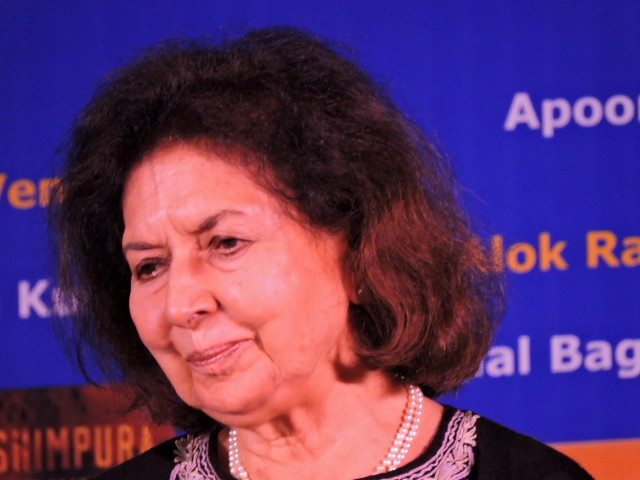
Nayantara Sahagal, 2016

Nayantara Sahgal, född 10 maj 1927, är en indisk journalist och författare av både skönlitteratur och facklitteratur, med engagemang för mänskliga rättigheter och särskilt jämställdhet.

## Biografi
Nayantara Sahgal kommer från en familj med stort politiskt inflytande. Hennes mor, politikern och diplomaten Vijaya Lakshmi Pandit, var bland annat den första kvinnan att vara ordförande för FN:s generalförsamling och var en period Indiens representant i FN:s kommission för mänskliga rättigheter. Morbrodern Jawaharlal Nehru var det självständiga Indiens förste premiärminister och Indira Gandhi hennes kusin.
Sahgal var en av kusinen Indira Gandhis skarpaste kritiker, särskilt gällande bristande demokrati och censur, inte minst i samband med det nationella undantagstillståndet 1975–1977. Hon var med i grundandet av människorättsorganisationen People's Union for Civil Liberties och var dess vice-ordförande under 1980-talet.
Även i skönlitteraturen märks ett stort politiskt engagemang hos Sahgal, och det feministiska perspektivet är tydligt.
Ett av de priser Sahgal fått för sina böcker är Sahitya Akademi Award, som hon förärades 1986. Detta pris återlämnade hon dock hösten 2015, i protest mot Sahita Akademins tystnad, och premiärministerns tystnad, i samband med en rad uppmärksammade mord utförda av hindunationalister på meningsmotståndare.